# Eugenie van York
Eugenie Victoria Helena (Londen, 23 maart 1990) is een prinses van het Verenigd Koninkrijk. Zij is de jongste dochter van Andrew van York en Sarah Ferguson, en een kleindochter van Elizabeth II van het Verenigd Koninkrijk.
Eugenies peetouders zijn James Ogilvy, kapitein Alastair Ross, Sue Ferguson (haar stief-grootmoeder), Julia Dodd-Noble en Louise Blacker. Toen zij zes jaar oud was, scheidden haar ouders.
Eugenie ging in 1992 naar school op Winkfield Montessori, Surrey. Daarna ging zij naar de Upton House School, Windsor, waar haar zus Beatrice ook op zat. Beatrice en Eugenie gingen in 1995 naar Cowarth Park, Surrey. In 2001 haalde zij haar 'Common Entrance Examination' en ging ze naar de St George's School voor twee jaar.
In 2002 onderging Eugenie een rugoperatie om haar scoliose niet erger te laten worden.
In 2003 ging Eugenie naar de kostschool Marlborough College in Wiltshire. In september 2009 ging ze studeren aan de Universiteit van Newcastle, waar ze kunstgeschiedenis, Engelse literatuur en politiek combineerde en hierin in 2012 afstudeerde.
Op 12 oktober 2018 trouwde Eugenie met Jack Brooksbank. Het paar kreeg op 9 februari 2021 hun eerste kind, een zoon genaamd August. Op 30 mei 2023 verwelkomde het paar hun tweede zoon, Ernest.